# Ђавољи рај
„Ђавољи рај” је југословенски филм први пут приказан 11. јула 1989. године. Режирао га је Рајко Грлић који је заједно са Сајмоном Макконкиндејлом написао и сценарио по делу Борислава Пекића.

## Улоге
| Глумац            | Улога              |
| ----------------- | ------------------ |
| Том Конти         | Андрија Гавриловић |
| Сузан Џорџ        | Ана                |
| Ницан Шарон       | Дане               |
| Род Стајгер       | Мартин             |
| Алун Армстронг    | Земба              |
| Џон Шарп          | Градоначелник      |
| Џон Гил           | Доктор             |
| Миљенко Брлечић   | Остоја             |
| Слободан Сембера  | Курт (преводитељ)  |
| Вања Драх         | Мајор Вон Рихтер   |
| Џефри Вајтхед     | Чиновник           |
| Томислав Сребачић | Чос                |
| Станка Гјурић     | Бијела Ружа        |
| Бранко Цвејић     | Свештеник          |
| Тошо Јелић        | Свештеник          |
| Иво Грегуревић    | Њемачки капетан    |

Остале улоге ▼
| Глумац                | Улога                 |
| --------------------- | --------------------- |
| Астрид Филчић         | Градоначелникова жена |
| Хрвоје Ковачић        | Патуљак               |
| Маријан Хабазин       | Возач                 |
| Данило Попржен        | Купац                 |
| Владимир Рупчић       | Њемачки официр        |
| Станислава Бебле Дина |                       |
| Марио Ковач           |                       |
| Младен Лукетић        |                       |
| Војна Марков          |                       |
| Мирослав Вуковић      |                       |
| Сандра Зељковић       |                       |